# Pardosa rainieriana
Pardosa rainieriana är en spindelart som beskrevs av Lowrie och Charles Denton Dondale 1981. Pardosa rainieriana ingår i släktet Pardosa och familjen vargspindlar. Inga underarter finns listade i Catalogue of Life.